# 36e cérémonie des European Film Awards
La 36e cérémonie des prix du cinéma européen (36nd European Film Awards), organisée par l'Académie européenne du cinéma, se déroule le 9 décembre 2023 et récompense les films européens sortis dans l'année,.

## Palmarès

### Meilleur film
- Anatomie d'une chute de Justine Triet  France
  - Les Feuilles mortes de Aki Kaurismäki  Finlande
  - Green Border de Agnieszka Holland  Pologne
  - Moi, capitaine de Matteo Garrone  Italie  Belgique
  - The Zone of Interest de Jonathan Glazer  États-Unis  Royaume-Uni  Pologne

### Meilleure réalisation
- Justine Triet pour Anatomie d'une chute  France
  - Aki Kaurismäki pour Les Feuilles mortes  Finlande
  - Agnieszka Holland pour Green Border  Pologne
  - Matteo Garrone pour Moi, capitaine  Italie  Belgique
  - Jonathan Glazer pour The Zone of Interest  États-Unis  Royaume-Uni  Pologne

### Meilleure actrice
- Sandra Hüller pour Anatomie d'une chute
  - Eka Chavleishvili pour Blackbird Blackbird Blackberry  Géorgie
  - Alma Pöysti pour Les Feuilles mortes
  - Leonie Benesch pour La Salle des profs  Allemagne
  - Sandra Hüller pour The Zone of Interest

### Meilleur acteur
- Mads Mikkelsen pour Bastarden  Danemark
  - Thomas Schubert pour Le Ciel rouge  Allemagne
  - Jussi Vatanen pour Les Feuilles mortes
  - Josh O'Connor pour La Chimère  Italie  Suisse  France
  - Christian Friedel pour The Zone of Interest

### Meilleur scénariste
- Arthur Harari et Justine Triet pour Anatomie d'une chute
  - Aki Kaurismäki pour Les Feuilles mortes
  - Agnieszka Holland, Gabriela Łazarkiewicz-Sieczko, Maciej Pisuk pour Green Border
  - İlker Çatak, Johannes Duncker pour La Salle des profs
  - Jonathan Glazer pour The Zone of Interest

### Meilleur directeur de la photographie
- Rasmus Videbæk pour Bastarden

### Meilleur monteur
- Laurent Sénéchal pour Anatomie d'une chute

### Meilleur chef décorateur
- Emita Frigato pour La Chimère

### Meilleur compositeur
- Markus Binder pour Club Zero  Autriche  Royaume-Uni

### Meilleur créateur de costumes
- Kicki Ilander pour Bastarden

### Meilleur ingénieur du son
- Johnnie Burn, Tarn Willers pour The Zone of Interest

### Meilleurs maquillage et coiffure
- Ana López-Puigcerve, Belén López-Puigcerver, David Martí, Montse Ribé pour Le Cercle des neiges  Espagne

### Meilleurs effets spéciaux
- Félix Bergés, Laura Pedro pour Le Cercle des neiges

### Découverte de l'année - Prix FIPRESCI
- Molly Manning Walker de How to Have Sex  Grèce  Royaume-Uni

### Meilleur film documentaire
- Smoke Sauna Sisterhood de Anna Hints  France  Estonie  Islande

### Meilleur film d'animation
- Robot Dreams de Pablo Berger  Espagne

### Meilleur court métrage
- Hardly Working de Susanna Flock, Robin Klengel, Leonhard Müllner, Michael Stumpf  Autriche